# Roots of ReOrchestrated
Roots of ReOrchestrated is een ep van de Britse band Bastille. Hij bevat zeven tracks en werd uitgegeven op 19 maart 2021, in navolging van de documentaire ReOrchestrated die uitkwam op 10 februari van dat jaar. De documentaire was de tweede van de band, na Help Me Chase Those Seconds uit 2016. Roots of ReOrchestrated volgde op de ep Goosebumps uit 2020.

## Achtergrondinformatie
De ep is een verzameling van georkestreerde nummers van hun drie voorgaande studioalbums (Bad Blood, Wild World en Doom Days). Van Bad Blood komen Icarus en Things We Lost In The Fire voor op de ep, van Wild World zijn dit Glory, Good Grief, en op de Amazon-versie ook Warmth, en van Doom Days Million Pieces en Another Place. Drie nummers werden opgenomen in de Abbey Road Studios, twee in de Capitol Studios en één in Queens' College, Cambridge. Warmth werd opgenomen tijdens één van hun laatste concerten voor de coronapandemie, in de Elbphilharmonie te Hamburg. Dit nummer werd eerder als single uitgebracht, eveneens exclusief voor Amazon.

## Tracklist
De standaard-ep bevat zes tracks, de versie van Amazon zeven. Deze versie van Million Pieces en Another Place was eerder al te horen op This Got Out of Hand!. Things We Lost In The Fire was al te horen op The Extended Cut, en Icarus op de Things We Lost In The Fire EP.
| Nr. | Titel                                           | Duur |
| --- | ----------------------------------------------- | ---- |
| 1.  | Million Pieces (Abbey Road Studios)             | 4:43 |
| 2.  | Another Place (Abbey Road Studios)              | 4:17 |
| 3.  | Glory (Capitol Studios)                         | 4:43 |
| 4.  | Things We Lost In The Fire (Abbey Road Studios) | 4:01 |
| 5.  | Icarus (Queens' College)                        | 3:14 |
| 6.  | Good Grief (Capitol Studios)                    | 3:31 |
| 7.  | Warmth (Elbphilharmonie)                        | 4:04 |

- MusicBrainz release group: 521d3b02-a9be-4c83-904a-b4bdb2e2a195